# 콘셉시온산
콘셉시온산(스페인어: Concepción)은 니카라과의 니카라과호 안에 있는 완벽한 원추화산(성층 화산)으로, 해발 1,610m이다. 이 화산은 마데라스 산과 함께 서로 붙어있는데, 마데라스 산보다 조금 더 높다. 이 산은 활화산이지만 오랫동안 자주 분화한 기록은 없다.